# Francisco António da Silva Mendes da Fonseca
Francisco António da Silva Mendes da Fonseca (Viseu, 6 de outubro de 1792 — Paris, 20 de abril de 1832) foi um empresário comercial e militante liberal português.

## Família
Filho de João da Silva Mendes e de sua mulher Eugénia Cândida da Fonseca da Silva Mendes, 1.ª Baronesa da Silva.

## Biografia
Fidalgo de Cota de Armas por Carta de D. João VI de Portugal de 3 de dezembro de 1818: escudo esquartelado, o 1.º e o 4.º Mendes, o 2.º da Silva e o 3.º da Fonseca; timbre: Mendes, Cavaleiro da Ordem de Cristo, Contratador dos Tabacos no Reino, Ilhas Adjacentes e Macau, e das Reais Saboarias, etc, sucessor da Casa de seu pai. Morreu em vida de sua mãe, estando emigrado em Paris, por motivos políticos, a 20 de abril de 1832, encontrando-se sepultado no Cemitério do Père-Lachaise.

## Casamento e descendência
Casou em Viseu a 18 de julho de 1821 com Margarida Amália da Costa e Almeida (Almeida, Almeida - ?), irmã de António de Pádua da Costa e Almeida, 1.º Visconde de Tavira, do General José Maria da Costa e Silva e do Escrivão da Mesa Grande Pedro Maria da Costa e Almeida e filha do Coronel Francisco Bernardo da Costa e Almeida, Bacharel formado em Matemática pela Faculdade de Ciências da Universidade de Coimbra, Tenente-Rei da Praça-Forte de Almeida, etc, e de sua mulher Antónia Josefa da Costa. Foram pais de: 
- João da Silva Mendes (Viseu, 17 de abril de 1822 — Viseu, 20 de outubro de 1881), casado em Santa Comba Dão, São João de Areias, com sua prima em segundo grau Eugénia Cândida da Silva Mendes, com geração;[1][5]
- Maria Liberata da Costa Mendes (Viseu, 23 de março de 1823 — Golegã, Golegã, ?), casada a 17 de junho de 1837 com Jerónimo Dias de Azevedo Vasques de Almeida e Vasconcelos (Penela, Podentes, 7 de dezembro de 1805 - ?), 1.º Visconde de Podentes e 1.º Conde de Podentes, com geração através do casamento de sua filha Margarida Amália Mendes de Azevedo com Carlos Relvas;[1][6][7]
- Francisco António da Silva Mendes (Viseu, 8 de dezembro de 1827 — Viseu, 17 de novembro de 1898), solteiro e sem geração;[1][2]

Fora do casamento, teve uma filha natural legitimada: 
- Eugénia da Silva Mendes, casada com seu primo-irmão Henrique Nunes Viseu (Viseu, 12 de junho de 1802 - ?), rico proprietário, com geração extinta (pais da 1.ª Viscondessa de São Caetano).[1][8]Referências

1. 1 2 3 4 5 6 7  "Nobreza de Portugal e do Brasil", Direcção de Afonso Eduardo Martins Zúquete, Editorial Enciclopédia, 2.ª Edição, Lisboa, 1989, Volume Terceiro, p. 385
2. 1 2 3  "Livro de Oiro da Nobreza", Domingos de Araújo Affonso e Ruy Dique Travassos Valdez, Lisboa: J.A. Telles da Sylva, 2.ª Edição, 1988, Volume Terceiro, p. 340
3. ↑  "Livro de Oiro da Nobreza", Domingos de Araújo Affonso e Ruy Dique Travassos Valdez, Lisboa: J.A. Telles da Sylva, 2.ª Edição, 1988, Volume Terceiro, pp. 339 e 340
4. ↑  «Francisco Antonio Mendez da Silva (1792-1832) –...». pt.findagrave.com. Consultado em 22 de dezembro de 2021
5. ↑  "Livro de Oiro da Nobreza", Domingos de Araújo Affonso e Ruy Dique Travassos Valdez, Lisboa: J.A. Telles da Sylva, 2.ª Edição, 1988, Volume Terceiro, pp. 340, 341 e 526
6. ↑  "Livro de Oiro da Nobreza", Domingos de Araújo Affonso e Ruy Dique Travassos Valdez, Lisboa: J.A. Telles da Sylva, 2.ª Edição, 1988, Volume Terceiro, pp. 340 e 343
7. ↑  António Luiz Gomes, 2013, comunicação pessoal
8. ↑  "Livro de Oiro da Nobreza", Domingos de Araújo Affonso e Ruy Dique Travassos Valdez, Lisboa: J.A. Telles da Sylva, 2.ª Edição, 1988, Volume Terceiro, pp. 340 e 344